# 比什金
50°37′39″N 34°37′6″E / 50.62750°N 34.61833°E

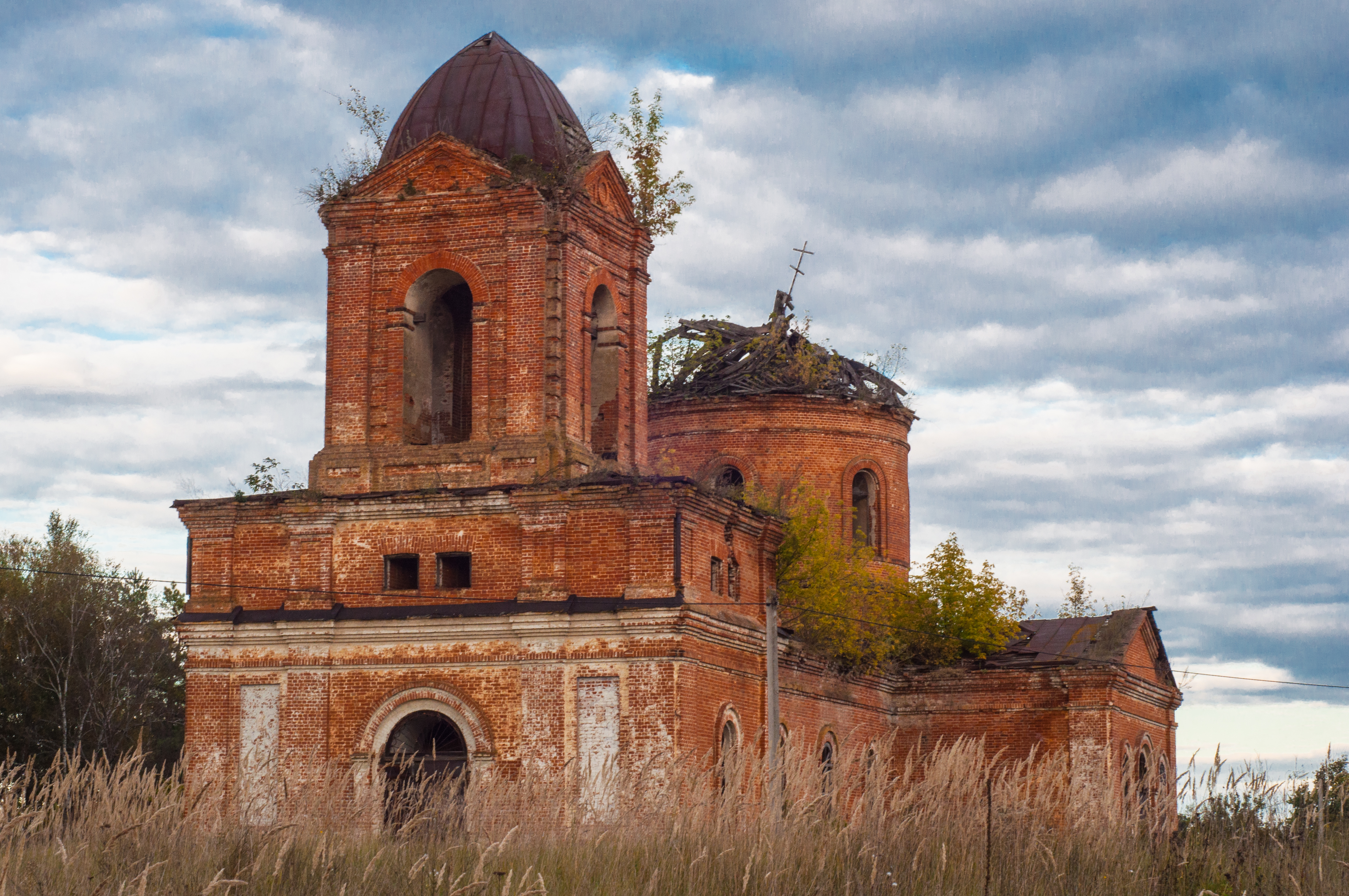
教堂

比什金（烏克蘭語：Бишкінь）是位於烏克蘭東北部的村莊，由蘇梅州蘇梅區的列别金市镇負責管轄。該村處於普肖爾河右岸，距離雷夫基2.5公里，海拔高度122米，2001年人口915。